# Elias Parish Alvars
Elias Parish Alvars eredeti nevén Eli Parish (Teignmouth, 1808. február 28. – Bécs, 1849. január 25.) angol hárfaművész és zeneszerző. Egyes műveit Albert Alvars név alatt adta ki. Kortársai virtuóz technikája miatt „a hárfa Lisztjének” nevezték.

## Élete
Családja Diego Perris (Perez) spanyol bevándorlótól származott, aki 1590-ben telepedett le Plymouthban, Angliában. Apja baptista templomi orgonista, zenetanár, kotta- és könyvkereskedő volt Teignmouthban, a dél-angliai Devonshireben. Tőle kezdett zenei leckéket venni. 1818-ban tízévesen adta első koncertjét Totnesban.
1820-ban családja Londonba küldte, hogy Nicolas-Charles Bochsától, a korszak egyik legnevesebb hárfásától tanuljon. 1822-ben felvételét kérte a Royal Academy of Musicba, ahol Bochsa időközben hárfatanári kinevezést kapott. Elutasították, valószínűleg azért, mert apja tönkrement és a család nem volt képes fizetni a tandíjat. Egy helyi földbirtokos anyagi támogatásának köszönhetően azonban Bochsa folytatta az oktatását, sőt leckéket kapott François-Joseph Dizi (1780-1840) belga és Théodor Labarre (1805-1870) francia hárfásoktól is.
1828-ban fejezte be hárfás tanulmányait, és Firenzébe ment, ahol egy évet töltött. A Guglielmo családnál éneklést, Maximilian Leidesdorfnál pedig zeneszerzést tanult. Ekkoriban kezdte el használni az Albert Alvars művésznevet.
1829 vége és 1830 közepe között visszatért Londonba és a Schweiso és Grosjean hárfakészítő cégnél dolgozott. Júniusban németországi turnéra indult, amely Magdeburgot, Brémát, Hamburgot és Brandenburgot érintette. Az északi körutat 1831 elején folytatta, előbb Koppenhágában és Stockholmban, majd a nyár folyamán Szentpéterváron és Moszkvában járt. 1832 tavaszán II. Mahmud oszmán szultán előtt koncertezett Konstantinápolyban. Az orosz nagykövet marasztalására három hónapot töltött a városban, és népszerű dallamokat gyűjtött. Ennek az évnek a végétől használta az Elias Parish Alvars nevet.
Konstantinápolyi tartózkodásától kezdve korai haláláig folyamatosan hangversenyezett Európában. Megfordult Ausztriában, Csehországban, Svájcban, Franciaországban, Olaszországban, Németországban, és időnként visszatért Angliába is. 1833-ban Magyarországra is ellátogatott.
Ha nem volt úton, Bécsben élt. A koncertezés mellett zeneszerzéssel és tanítással is foglalkozott. Egyik tanítványa a Bécsben élő Esterházy Johanna magyar hárfás és mecénás volt, akinek a támogatásért hálából 27 művét ajánlotta. Szabadságait Nápolyban szerette tölteni. 1844 végén kirándulást tett a Vezúvhoz, ahol baleset érte. Két hónapig kénytelen volt a városban maradni, egy londoni koncertjét is le kellett mondania. Az időt zeneszerzésre használta fel.
1842 októberében feleségül vette egyik tanítványát, a prágai Melanie Lewy zongora- és hárfaművészt. Feleségével és annak francia kürtön játszó testvérével gyakran hangversenyezett együtt. Gyermekeik, Aloisia és Arthur 1843-ban és 1846-ban születtek Bécsben.
1846-ban Bécsben I. Ferdinánd osztrák császár a Virtuoso címmel tüntette ki, és tanítani hívták a Musikvereinbe. A család azonban nem sokáig élvezhette a sikert és a biztonságot. 1848. március 13-án kitört a bécsi forradalom és anyagi helyzetük megrendült. A Musikverein nem folyósította a fizetését, koncerteket nem rendeztek, nemesi származású tanítványai pedig elmenekültek a városból. Európa más városaiban is forradalmak kezdődtek, így továbbutazni sem tudtak. Bécs külvárosában találtak menedéket és Parish Alvars egyik szerkesztő barátja kölcsönzött pénzt nekik. A zeneszerző a tél folyamán tüdőgyulladást kapott és január 25-én elhunyt. Bécsben temették el, Mozart sírjának közelében. A temetést özvegye intézte, akit a tartozások miatt bíróság elé citáltak. Melanie később gyermekeivel együtt visszatért Londonba, ahol folytatta zenei munkáját és kiadta férje műveit.

## Munkássága
Elias Parish Alvars korának egyik legkiemelkedőbb hárfása volt, akinek máig hatóan sikerült a hárfajáték technikáját és a hárfazenét megújítania. Az Érard-féle kromatikus, minden hangnemben megszólalni képes dupla pedálhárfa mintha csak rá várt volna, hogy bebizonyítsa, a hárfa a zongorához hasonlóan virtuóz hangszer. Az ő nevéhez fűződik az akkord glisszandó, az enharmonikus effektek, a kettős, hármas és négyes üveghangok technikája és több más újítás. Hárfaiskolái és gyakorlatai ma is használatosak.
Sikerei csúcsán egyik németországi előadásáról Liszt Ferenc írt kritikát:

„A bárd kissé robusztus megjelenésű, hatalmas alakja és szögletes válla a hegyi pásztorokat idézi. Arcvonásai érettnek mutatják, azonban magas homloka és ábrándos tekintete leleplezi azt a tüzesen izzó képzeletet, amelyben művei születnek.”

– Neue Zeitschrift für Musik, 1842. június

Paris Alvars nagy tisztelője volt Lisztnek, g-moll concertóját neki ajánlotta. Liszthez hasonlóan őt is megihlette a népi zene, és az akkoriban nagy fejlődésnek indult magyar zene is. Egyik virtuóz darabjának a címe Magyar induló.
1843-ban Hector Berlioz is írt róla:

„Drezdában találkoztam a csodálatos angol hárfaművésszel, Elias Parish Alvars-szal, aki ma még nem annyira ismert, mint kellene. Ez az ember a hárfa Lisztje.”

– Mémoires de Hector Berlioz, Párizs, 1903

Berlioz később, még ugyanebben az évben újra hallotta őt játszani:

„Ismét találkoztam Parish Alvars-szal. Ez egy varázsló. A hárfa egy szirénné változik a kezei között, kecses nyakkal és vadul lobogó hajzuhataggal, amelyet szenvedélyes ölelése kuszál össze. Nyugodtan mondhatjuk, hogy a zenéje egy másik világból való.”

– Mémoires de Hector Berlioz, Párizs, 1903

Alvars nemcsak kiemelkedő tudású előadóművész, hanem a romantika korának jelentős zeneszerzője is volt. Már 1833-ban ismeretséget kötött Bécsben – a magyar felmenőktől származó – Sigismund Thalberg zongoristával, valamint a kor talán legbefolyásosabb zenészével, Carl Czernyvel.

## Fontosabb művei
- Téma és Variációk, PA 1 (München, 1834)
- Vágyakozás, avagy Melankolikus románc, op. 27 (Milánó, 1835; Albert Alvars néven jegyezte)
- Téma és Variációk, op. 29 (Bécs, 1836)
- A Szultán kedvelt indulója, op. 30 (1836)
- Ifjúságom képei (Bécs, 1837, románcsorozat)
- Grande Fantasia (Rossini: Mózes), op. 58 (Bécs, 1837)
- Fantaisie (Weber: Oberon), op. 59 (Bécs, 1837)
- C-dúr Gran Concerto hárfára és zenekarra, op. 60 (Bécs, 1837; Ricordi 1842-ben adta ki, a művet Viktória brit királynőnek ajánlotta)
- Egy hárfás utazása az Orienten, op. 62 (1843-1846)
- Gran Duo hárfára és zongorára (Donizetti: Linda di Chamounix), op. 65
- Grande Fantaisie (Donizetti: Lucrezia Borgia), op. 78
- G-moll Gran Concerto hárfára és zenekarra, op. 81 (1842)
- Szerenád, op. 83 (Nápoly, 1843-1844)
- Il Mandolino (Gran Studio mandolin imitációval), op. 84 (Nápoly, 1843-1844)
- A papagáj, op. 85 (Nápoly, 1843-1844)
- Nyitány a Teignmouth-legendához
- G-moll Concerto zongorára és zenekarra, op. 90 (Liszt Ferencnek ajánlotta)
- D-moll Concertino két hárfára, vagy hárfára, zongorára és zenekarra, op. 91
- E-moll Szimfónia, PA 1 (Nápoly, 1845-ben Lipcsében fejezte be)
- Esz-dúr Concerto hárfára és zenekarra, op. 98 (Nápoly, 1845; 1846-ban Lipcsében fejezte be)
- Nyitány (jelenet Byron: Child Harold zarándokútja c. költeményéből)
- C-moll Gran hárfára és zenekarra, PA 2
- Grande Fantasia (Bellini: Rómeó és Júlia, Rossini: Szemiramisz), PA 2